# Termokemi
För andra betydelser, se Kemisk termodynamik.
Termokemi är den del av termodynamiken som behandlar värmeutbytet vid kemiska reaktioner.
I nästan alla kemiska reaktioner frigörs eller absorberas värme, en form av energi. När man bränner exempelvis kol eller bensin frigörs stora mängder värme i de (exoterma) reaktionerna som sker. Samma sak händer även när man droppar syra i vatten. Sådana reaktioner är viktiga källor av värme och energi. Kemiska reaktioner som absorberar värme kallas (endoterma) och är ofta mindre dramatiska.
Termokemi är studier av reaktioner där man mäter avgivning och upptagning av värme (dvs. energi). Värmen kan mätas med en kalorimeter. Den inre energin i ett system betecknas U, där alltså U är
U = ΣE
eller enligt relativitetsteorin
U = mc2
Denna massa är omöjlig att tillräckligt noggrant mäta, och därför använder man av praktiska skäl förändringen hos den totala energin ΔU: 
ΔU = q + w
där q är värmemängden (dvs. värmeenergin) och w är arbetsmängden (dvs. all annan energi). Antag att man har ett slutet system; trycket i detta system är p. Kraften som detta tryck utövar på systemets väggar är då
F = pA
Om man nu ändrar på systemets volym med ΔV genom att flytta arean A en sträcka s, fås formeln
ΔV = As
Enligt
A = A
fås
F/p = ΔV/s
vilket ger
Fs = pΔV
Att en kraft F flyttas en sträcka s motsvarar ett arbete w, dvs.
w = Fs
och man får
ΔU = q-pΔV
Observera att riktningen för arbetet är negativt på grund av att systemet gör ett arbete. Om volymen i systemet är konstant, då gäller ΔU = qv
där V är konstant.
Entalpi H är energin som finns lagrad i ett ämne (observera ej i systemet): 
H = U + pV
På motsvarande sätt som hos den inre energin, kan endast ΔH mätas. Antag att man går från en situation A till en situation B, A→B. Då blir ΔH
ΔH = HB - HA = ΔU + ΔpΔV
samt gäller också att
ΔH = Σ(B) - Σ(A)
eller
ΔH = ΣH(produkterna) - ΣH(reaktanterna)
Om trycket i systemet är konstant, då gäller
ΔH = ΔU + pΔV = q - pΔV + pΔV = q
dvs.
ΔH = qp
där p är konstant. Förändringen ΔH kallas för reaktionsentalpin, och enligt
ΔH = ΣH(produkterna) - ΣH(reaktanterna)
gäller att då
- ΔH < 0 frigörs energi och det är en exoterm reaktion.
- ΔH > 0 binds energi och det är en endoterm reaktion.

Den totala entalpin av flera delreaktioner fås som
ΔHtot = SΔH
Som viktigt begrepp inom termokemin som tidigare nämndes, är värmemängden Q, där 
Q = cmΔt
Bildningsentalpin ΔH0 är ett annat viktigt begrepp. Denna är reaktionsentalpin för en mol av ett ämne som bildas från rena grundämnen, dvs.
ΔH0 = ΔH / n.

## Termodynamikens huvudsatser
Termokemin följer vissa axiom, huvudsatser. Dessa är termodynamikens huvudsatser:
Enligt termodynamikens nollte huvudsats är två system som var för sig är i termisk jämvikt med ett tredje system, också i termisk jämvikt med varandra. 
Enligt termodynamikens första huvudsats kan energi inte skapas eller förstöras, och därför motsvarar värmen (värmeenergi)som tillförs ett system och det arbetet som krävs för att tillföra detta värme, en ökning av systemets inre energi:
ΔU = q + w
Enligt termodynamikens andra huvudsats ökar alltid entropin S för en spontan reaktion. En följd av att entropin ökar är att även oordningen gör det, alltså kan man säga att entropi är ett mått på oordning (ex. värmerörelse som strävar till att utjämna värmeskillnaderna som orsakats av att ämnen blandats, eller att stora molekyler blir sönderdelade till många små). Med oordning menar man oordnad energi (värmeenergi), det vill säga energi som man inte kan använda till arbete. Detta till skillnad från exergi, som är så kallad ordnad energi (ex. mekanisk energi). Denna användbara exergi minskar hela tiden i takt med att entropin ökar. Observera dock att energin i universum är konstant.
En konsekvens av den andra huvudsatsen är att all energi i universum till slut kommer att bli till oordnad energi, till värme, och att universum då kommer att råka ut för en så kallad värmedöd där inga reaktioner är möjliga. Den ständiga expansionen av universum pekar dock på att detta inte behöver bli fallet (om exempelvis universum inte är ett slutet system). 
Enligt termodynamikens tredje huvudsats kan man aldrig nå den absoluta nollpunkten –273,15 °C, enbart oändligt nära. 

## Aktiveringsenergi
För att en reaktion över huvud taget skall kunna ske, måste reaktionens partiklar kollidera med varandra så att de sinsemellan kan reagera. Ju högre temperaturen är, desto fler partiklar kolliderar med varandra. Men detta har ingen som helst betydelse om inte kollisionen är tillräckligt stark och rätt riktad. Vid denna kollision uppstår en instabil mellanprodukt med stor energi, ett aktiverat komplex, som existerar en kort tid. Exempel på aktiverade komplex är
N2 (g) + O2 (g) → [N2O2] → 2 NO (g)
Aktiverade komplex betecknas med dubbelkorset ‡.
Aktiveringsenergi EA är skillnaden mellan energierna för det aktiverade komplexet och reaktanterna, dvs.
EA = | Q‡ - Qreaktanterna |
Man behöver EA för att bilda aktiverade komplex utöver reaktanternas genomsnittliga energi, enligt
EA + Ereaktant = E‡
Aktiveringsenergin sänkes med hjälp av en katalysator. Detta är ett ämne som påskyndar reaktionen utan att själv förbrukas (kan då användas i små mängder). Begreppet katalysator infördes av svensken Jacob Berzelius. En homogen katalysator är i samma fas som ämnena som skall reagera, och om de är i olika faser kallas katalysatorn heterogen. Exempel på katalysatorer är enzymer och metallkatalysatorer (dessa försvagar bindningarna inom molekylen och kan på detta sätt omforma molekylen/leda in reaktionen på en annan väg). Motsatsen till katalysator är en inhibitor (bromsar upp en reaktion). Väteperoxid sönderdelas spontant långsamt i vatten och syre enligt
2 H2O2 → 2 H2O + O2
Denna reaktion är mycket långsam, men genom att använda en katalysator (ex. KI) kan denna påskyndas:
2 H2O2 -KI→ 2 H2O + O2